# Lasse Vigen Christensen
Lasse Vigen Christensen, né le 15 août 1994 à Esbjerg au Danemark, est un footballeur danois évoluant au poste de milieu de terrain.

## Carrière

### En club
Formé au FC Midtjylland, il rejoint en janvier 2012 le club londonien de Fulham.
Il joue son premier match en professionnel avec Fulham, le 4 janvier 2014, lors d'une rencontre de coupe d'Angleterre contre Norwich City. Il entre en jeu à la place de Derek Boateng et les deux équipes se neutralisent (1-1 score final). Il fait sa première apparition en Championship le 16 août 2014 contre le Millwall FC. Il est titularisé et son équipe s'incline par un but à zéro ce jour-là.
Le 27 janvier 2017, Vigen est prêté à Burton Albion jusqu'à la fin de la saison.
Le 18 juillet 2017, il rejoint Brondby IF.
Le 21 juin 2021, Lasse Vigen rejoint le club belge du SV Zulte Waregem. Il signe un contrat de trois ans prenant effet au 1er juillet 2021,.
Le 7 février 2023, Lasse Vigen rejoint le Silkeborg IF. Il signe un contrat courant jusqu'à l'été 2023,.

### En équipe nationale
Avec l'équipe du Danemark des moins de 17 ans, il dispute la Coupe du monde des moins de 17 ans 2011 qui se déroule au Mexique. Lors du mondial, il joue trois matchs : contre le Brésil, la Côte d'Ivoire, et enfin l'Australie.
Avec la sélection danoise espoirs, il participe au championnat d'Europe espoirs 2015 organisé en Tchéquie.

## Palmarès
- Coupe du Danemark : 2018